# أوتو بوتشلي
أوتو بوتشلي (بالألمانية: Johann Adam Otto Bütschli)‏ (و. 1848 – 1920 م) هو أحيائي، وإحاثي، وعالم حيواني، وعالم طبيعي، وعالم نبات، وأستاذ جامعي، وعالم حشرات من الاتحاد الألماني . ولد في فرانكفورت .
وكان عضواً في الأكاديمية الألمانية للعلوم ليوبولدينا، والأكاديمية الروسية للعلوم، والأكاديمية البروسية للعلوم .
توفي في هايدلبرغ ، عن عمر يناهز 72 عاماً.

## التعليم
تعلم في معهد كارلسروه للتكنولوجيا

## مناصب وهيئات
أدار جامعة هايدلبرغ، ومعهد كارلسروه للتكنولوجيا.